# Wspólnota administracyjna Gröditz
Wspólnota administracyjna Gröditz (niem. Verwaltungsgemeinschaft Gröditz) − dawna wspólnota administracyjna w Niemczech, w kraju związkowym Saksonia, w powiecie Miśnia. Siedziba wspólnoty znajdowała się w mieście Gröditz. Do 29 lutego 2012 należała do okręgu administracyjnego Drezno.
Wspólnota administracyjna zrzeszała jedną gminę miejską oraz jedną gminę wiejską: 
- Gröditz
- Nauwalde

1 stycznia 2013 gmina Nauwalde została przyłączona do miasta Gröditz, i tym samym stała się jego dzielnicą. Wspólnota została rozwiązana.